# Ben Eager
Benjamin Eager, född 22 januari 1984 i Ottawa, Ontario, är en kanadensisk professionell ishockeyspelare. 2002 valdes han av Phoenix Coyotes i den första rundan i NHL-draften som 23:e spelare totalt.
Säsongen 2009–10 vann han Stanley Cup med Chicago Blackhawks. År 2011 köptes hans kontrakt av San Jose Sharks.

## Klubbar
- Ottawa Senators Jr.A. 1999–2000
- Oshawa Generals 2000–2004
- Philadelphia Phantoms 2004–2006
- Philadelphia Flyers 2005–2008
- Chicago Blackhawks 2008–2010
- Atlanta Thrashers 2010–11
- San Jose Sharks 2010–11
- Edmonton Oilers 2011–